# Millplophrys cracatoa
Millplophrys cracatoa là một loài nhện trong họ Linyphiidae.
Loài này thuộc chi Millplophrys. Millplophrys cracatoa được Alfred Frank Millidge miêu tả năm 1995.